# Xã Logan, Quận Fountain, Indiana
Xã Logan (tiếng Anh: Logan Township) là một xã thuộc quận Fountain, tiểu bang Indiana, Hoa Kỳ. Năm 2010, dân số của xã này là 3.672 người.